# Investor AB
Investor AB — ведущий шведский инвестиционный холдинг, контролируемый семейством Валленбергов. Компания осуществляет стратегические долгосрочные инвестиции в ключевые сектора экономики, включая фармацевтику (AstraZeneca), телекоммуникации (Ericsson) и промышленность (ABB, Electrolux). Холдинг лидирует по рыночной капитализации среди шведских публичных компаний (859,1 млрд шведских крон на 2025 год). Через дочерние структуры Patricia Industries и EQT AB группа управляет глобальными активами, контролируя ключевые доли в транснациональных корпорациях Швеции и за её пределами.

## История
Investor AB был основан в Стокгольме в 1916 году в ответ на изменения банковского законодательства, запретившие финансовым институтам долгосрочное владение акциями промышленных предприятий. Для сохранения контроля над активами семейства Валленбергов промышленные пакеты акций Stockholms Enskilda Bank (SEB) были переданы вновь созданному холдингу, выделенному из банковской структуры.
Управление холдингом осуществляется под стратегическим контролем семьи Валленбергов. Генеральный директор (не являющийся членом семьи) подотчётен Совету директоров, возглавляемому представителем семейства. С 2005 года председателем Совета является Якоб Валленберг, обеспечивающий преемственность стратегии. В мае 2024 года Йохан Форсселль покинул пост генерального директора после девяти лет руководства. Его преемником назначен Кристиан Седерхольм, ранее занимавший должность генерального директора группы.

## Инвестиции

### Биржевые компании
Investor AB владеет наибольшими пакетами акций следующих компаний. Доли владения варьируются от 3 % до 35 % по состоянию на 2022 год.
- ABB — Поставка продукции для электрификации, робототехники и движения, промышленной автоматизации и электросетей.
- AstraZeneca — Биофармацевтическая компания.
- Atlas Copco — Поставка компрессоров, систем вакуумирования и очистки воздуха, строительного оборудования, электроинструментов.
- Electrolux — Компоненты для производства бытовой техники.
- Electrolux Professional — Компания, занимающаяся производством продуктов питания, напитков и профессиональной техники, отделившаяся от Electrolux AB в 2020 году.
- Epiroc AB — Горнодобывающая промышленность, инфраструктура и природные ресурсы.
- Ericsson — Предоставляет коммуникационные технологии и услуги.
- Husqvarna AB — Поставка электротоваров для наружного применения, потребительских товары для полива, режущего оборудования.
- Nasdaq, Inc. — Предоставляет финансовые услуги и контролирует фондовые биржи.
- Saab — Продукция для военной обороны и гражданской безопасности.
- SEB — Финансовая группа, ориентированная в основном на страны Северной Европы, Германию и Прибалтику.
- Sobi — Биофармацевтика
- Wärtsilä — Разработка судовых и энергетических двигателей[8].

### Patricia Industries
Patricia Industries — стратегическое подразделение Investor AB, контролирующее 99,8 % её акций на 2022 год. Основная деятельность сосредоточена на управлении портфелем полностью контролируемых дочерних компаний с целью их долгосрочного развития.
- BraunAbility — продукты для автомобильной промышленности.
- Laborie — разрабатывает, проектирует и поставляет инновационное оборудование для урологии и гастроэнтерологии, а также осуществляет дополнительные и регулярные крупные продажи одноразовых катетеров.
- Mölnlycke Health Care — разработка, производство и поставка одноразовых изделий для лечения ран.
- Permobil − электрические и ручные инвалидные коляски, а также подушки и аксессуары
- Piab — поставщик захватных и перемещающих устройств для автоматизированных производственных и логистических процессов
- Sarnova — поставщик медицинских товаров для служб неотложной помощи, больниц, школ, предприятий и федеральных государственных учреждений.
- Advanced Instruments — приборы и расходные материалы для определения осмоляльности в клинической практике, биофармацевтике, пищевой промышленности и производстве напитков.
- Vectura — развивает, владеет и управляет недвижимостью.
- 3 Scandinavia — предоставляет услуги мобильной голосовой связи и широкополосного доступа в Интернет в Швеции и Дании.

### EQT
EQT AB — глобальная платформа управления альтернативными активами, консультирующая специализированные фонды прямых инвестиций в 18 странах. Основана в 1994 году при участии Investor AB, сохраняющего стратегическую долю в капитале (16,8 %) и портфеле фондов.

### Бывшие активы холдинга
- IBX — закупочные услуги (продана Capgemini в 2010 году)
- WM-data − IT-услуги. Продана в августе 2006 года[9]
- Saab Automobile — приобретена General Motors в 2000 году[10]
- Scania — продала свою долю в Volkswagen Group в 2008 году[11]
- Bredbandsbolaget — поставщик услуг широкополосного доступа в Интернет и телекоммуникаций. В 2005 году компания была продана Telenor[12]
- OMX — компания, предоставляющая финансовые услуги. Продана в мае 2007 года Nasdaq.